# Julius Lothar Meyer
Julius Lothar Meyer (n. 19 august 1830 – d. 1 aprilie 1895) a fost un chimist german. El a fost unul dintre pionierii în dezvoltarea primului tabel periodic al elementelor chimice. Ambii chimiști, Mendeleev și Meyer, au lucrat împreună cu Robert Bunsen. 

## Tabelul Periodic
Meyer este bine cunoscut pentru rolul important pe care l-a jucat în clasificarea elementelor într-o manieră periodică. El a menționat, după cum a făcut și J. A. R. Newlands în Anglia, că dacă elementele sunt aranjate în ordinea maselor lor atomice, acestea se încadrează în grupuri care au proprietăți fizice și chimice similare, ce se repetă la intervale periodice.

### Tabelul periodic al lui Meyer din 1870
| I  | II | III | IV          | V  | VI       | VII   | VIII     | IX |
|    | B  | Al  |             |    |          | In(?) |          | Tl |
|    | C  | Si  | Ti          |    | Zr       | Sn    |          | Pb |
|    | N  | P   | V           | As | Nb       | Sb    | Ta       | Bi |
|    | O  | S   | Cr          | Se | Mo       | Те    | W        |    |
|    | F  | Cl  | Mn Fe Co Ni | Br | Ru Rh Pd | I     | Os Ir Pt |    |
| Li | Na | K   | Cu          | Rb | Ag       | Cs    | Au       |    |
| Be | Mg | Ca  | Zn          | Sr | Cd       | Ba    | Hg       |    |